# 수낙 A-원 타워 1
수낙 A-원 타워 1는 중국 충칭에 제안된 마천루로 꼭대기층에는 전망대가 설치된다.